# Münzfund von Sontheim

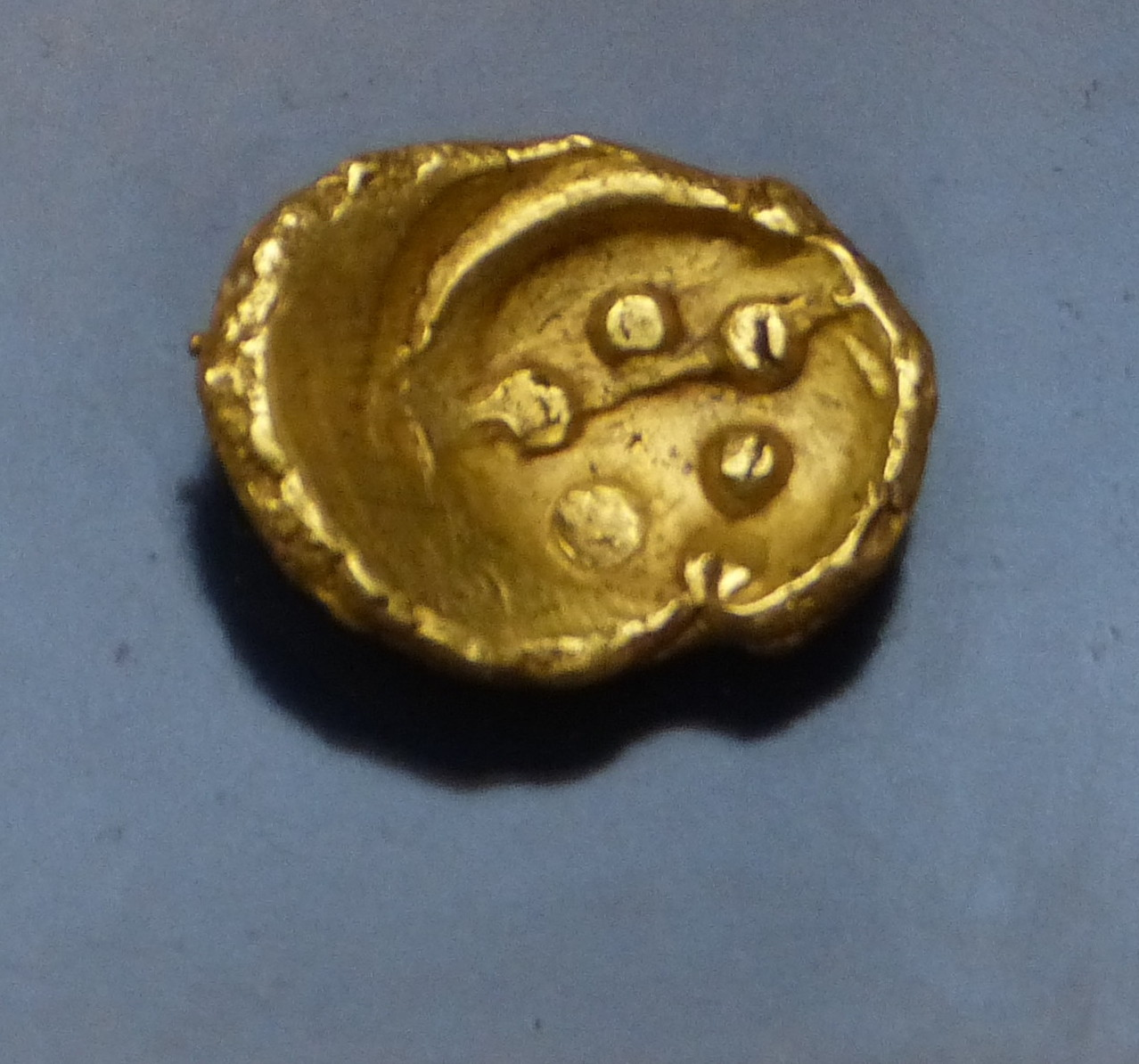
Keltisches Regenbogenschüsselchen vergleichbarer Machart aus einem anderen Fund, ausgestellt im Gäubodenmuseum

Der Münzfund von Sontheim besteht aus etwa 350 als „Regenbogenschüsselchen“ bezeichneten keltischen Münzen mit einem Materialgewicht von zusammen mindestens 2,7 kg Gold. Die Originale befinden sich heute in der Archäologischen Staatssammlung, Kopien im Südschwäbischen Archäologiemuseum in Mindelheim.
Der Fund wurde durch einen privaten Sondengänger unter letztlich unklaren Umständen wahrscheinlich 1990 auf dem Gebiet der Gemeinde Sontheim im Landkreis Unterallgäu gemacht. Der Fundort ist nach wie vor umstritten.

## Geschichte
Im Mai 1990 teilte das Münchner Bankhaus H. Aufhäuser der Prähistorischen Staatssammlung mit, dass ein Allgäuer Privatmann eine größere Menge keltischer Goldmünzen zum Kauf angeboten habe. Die Münzen wären im April 1990 an einem unbekannten Ort gefunden worden. Die Münzhandlung einigte sich mit der Staatssammlung, dass alle Münzen erfasst und dem Museum zum Kauf angeboten würden.
Mitte Juli 1990 begutachtete Museumsdirektor Hermann Dannheimer im Bankhaus den annähernd vollständigen Fund von insgesamt 328 Stateren. Diese sollten gemäß der schriftlichen Aussagen des zunächst unbekannten Finders in zwei Komplexen aufgefunden worden sein: 229 Münzen verstreut auf einem Ackergrundstück südlich von Sontheim in der Flur Hochstätter Holz, 99 Stück einige Wochen später auf engstem Raum in einem Waldgrundstück einige Kilometer weiter südlich. Außerdem sollten weitere ein bis zwei Dutzend Münzen beim Finder verblieben bzw. an Dritte verschenkt worden sein.
Am 14. Juli 1990 wurde durch Vermittlung der Bank der Fundort von Komplex 1 mitgeteilt. Es handelte sich um ein relativ schmales Wiesengrundstück ca. 1250 Meter ostnordöstlich des zu Sontheim gehörenden Weilers Lindenhöfe. Eine genaue Ortsbesichtigung war wegen hohen Grasbewuchses nicht sofort möglich. Allerdings teilte der Eigentümer Josef O. mit, an fraglicher Stelle einen Sondengänger beobachtet zu haben. Dieser habe auch eine goldene Münze vorgezeigt und eine Beteiligung am Verkaufserlös versprochen. Nachdem die Wiese abgeerntet worden war, fand am 25. Juli ein weiterer Augenscheinstermin statt, bei dem eine Kontrollgrabung für Oktober 1990 vereinbart wurde.
Am 10. August 1990 wurde durch die Münzhandlung der Fundort von Komplex 2 benannt als Waldgrundstück in der Gemarkung Böhen, knapp vier Kilometer südlich von Ottobeuren. Kontakt mit dem Eigentümer kam erst am 31. Oktober zustande. Dieser sagte aus, vom Finder über einen Münzfund informiert worden zu sein. Er habe auch ein Exemplar übergeben bekommen, glaube aber trotzdem nicht, dass der Fund im angegebenen Bereich gemacht worden sein kann.
Durch Hinweise aus dem Sondengängermilieu sickerte zwischenzeitlich der Name des Finders durch. Es handelte sich um den einschlägig bekannten Viktor R. aus Ottobeuren. Dieser veranstaltete sogar am 15. September 1990 auf dem Hofgrundstück von Josef O. in Sontheim einen „Schatzsucherwettbewerb“, bei dem er offen vom Münzfund berichtete.
In der Folge wurden der Staatssammlung über mehrere Münzhändler weitere Stücke aus dem Sontheimer Münzfund angeboten. Diese stammten aus dem Umfeld des Finders R. und des Sontheimer Grundeigentümers O. und stellten sich, mit einer Ausnahme, als moderne Fälschungen heraus. Daraufhin veranlasste die Staatsanwaltschaft eine Hausdurchsuchung bei R., wobei weitere elf Fälschungen und eine Originalmünze sichergestellt wurden. Bis Februar 1993 tauchten weitere Originale und Fälschungen auf Auktionen und bei Händlern auf, wobei teilweise Familienangehörige von R. als Einlieferer auftraten.
Letztlich lagen der Staatssammlung 343 Originale und 31 Fälschungen vor. Nachdem sich unter den Originalen nur zwei Vorbilder für die insgesamt acht Fälschungsvarianten fanden, geht man von mindestens sechs weiteren Originalen aus. Die beiden ursprünglich durch das Bankhaus Aufhäuser zum Kauf angebotenen Komplexe mit 328 Münzen bestehen sämtlich aus Originalen und enthalten keine Vorbilder für die Fälschungen. Insofern entstanden letztere wohl erst nach dem Verkauf des Hauptteils der Funde, potentiell im Zusammenhang mit dem Schatzsuchwettbewerb.
In der überregionalen Presse wurde 1993 der Ankauf von Fundstücken aus Raubgrabungen durch staatliche Stellen kritisiert, nicht zuletzt da die für die wissenschaftliche Auswertung relevante Auffindesituation in solchen Fällen unklar bleibt. Dabei wurde der Sontheimer Fund explizit als eines von mehreren Beispielen genannt.

## Fundort
Die Aussage des Finders, dass die Münzen an unterschiedlichen Orten gefunden wurden, gilt als widerlegt, da sich die beiden Komplexe in Typenspektrum und Alterungsmerkmalen gleichen. Insbesondere wurden bei der Hausdurchsuchung bei R. Fotos gefunden, auf denen Münzen aus den beiden angeblichen Komplexen gemischt abgebildet sind. Man geht davon aus, dass ein Fund zur Maximierung der Verkaufserlöse willkürlich aufgeteilt wurde.
Die exakte Lage des Fundortes ist ebenfalls umstritten. Die für Oktober 1990 geplante Kontrollgrabung am zuerst bekannt gewordenen Sontheimer Fundort fand letztlich erst am 18. Juni 1991 statt, also 14 Monate nach dem vermuteten Auffindedatum. Dabei wurde eine Fläche von 4,0 auf 4,8 Metern um die mutmaßliche Fundstelle genauer untersucht. Dabei wurden jedoch keine Hinweise entdeckt, dass die Münzen tatsächlich an dieser Stelle vergraben gewesen sein konnten. Eine Untersuchung mit Metalldetektoren in etwas größerem Raum ergab ebenfalls keine Hinweise auf weitere Fundstücke. Eine nochmalige Metalldetektor-Untersuchung am 22. und 23. August 1991 führte ebenfalls zu keinen Ergebnissen.
Dieses Resultat wurde auf verschiedene Weisen interpretiert. Die Befürworter der Sontheimer Fundstelle wiesen darauf hin, dass ein oberflächennaher Streufund nur zu minimalen Eingriffen am Erdreich geführt hätte, die innerhalb von 14 Monaten durch das dichte Wurzelwerk des Grases nicht mehr erkennbar wären. Gegner der Sontheim-Theorie dagegen führten an, dass R. bekanntermaßen auch in Baden-Württemberg und Böhmen auf Schatzsuche gewesen war und der Münzfund – mangels passender weiterer Spuren in Sontheim – auch dort erfolgt sein könnte.
Ein Vergleich einer Bodenprobe aus Sontheim mit Erdanhaftungen an den Münzen durch die Technische Universität München führte zu übereinstimmenden Ergebnissen hinsichtlich der vorkommenden Tonminerale und einiger weiterer chemischer Elemente. Auch der Grundeigentümer O. sagte zunächst aus, von R. eine Gewinnbeteiligung in Höhe einer sechsstelligen DM-Summe erhalten zu haben, die etwa der Hälfte des Verkaufserlöses von Komplex 1 entsprach. O. zog diese Auskunft jedoch später wieder zurück. Aufgrund dieser beiden Indizien wird offiziell davon ausgegangen, dass der Fund tatsächlich auf Sontheimer Flur erfolgte, wenn auch die genaue Situation nicht mehr zu klären war. Es besteht allerdings die Möglichkeit, dass die ursprünglich andernorts gefundenen Münzen in Sontheim neuerlich vergraben und erst dann offiziell „gefunden“ wurden um in den Genuss des liberalen bayerischen Schatzregals zu kommen.
Erst in jüngerer Vergangenheit hat der Mindelheimer Kreisheimatpfleger Peter Hartmann die Richtigkeit der Bodenuntersuchung angezweifelt. Er geht davon aus, dass der Fund nicht im Landkreis Unterallgäu gemacht wurde.
Die Böhener Fundstelle wurde am 18. Juni 1991 nur oberflächlich sondiert, da der dortige Eigentümer selbst glaubhaft versicherte, dass der Fund nicht in dem Waldstück gemacht sein konnte. Auch hatte er keine Gewinnbeteiligung ausgezahlt bekommen.

## Bedeutung
Bereits im Mittelalter wurden in Bayern immer wieder keltische Münzen gefunden. Häufig gelangten diese beim Pflügen an die Oberfläche und wurden anschließend bei Regenschauern freigewaschen. Diese Fundstücke wurden als „Regenbogenschüsselchen“ bezeichnet und galten als Glücksbringer und Heilmittel. Erst ab dem 19. Jahrhundert setzte sich die Auffassung durch, dass es sich dabei um Münzen keltischen Ursprungs handelt.
Im 18. und 19. Jahrhundert kam es zu mehreren Großfunden keltischer Münzen: 1751 wurden in Gaggers bei Odelzhausen über 1400 Goldmünzen gefunden, 1771 im böhmischen Podmokl knapp 5000 und 1858 in Irsching bei Vohburg an der Donau etwa 1000. Diese Funde wurden in ihrer historischen Bedeutung nicht erkannt und größtenteils eingeschmolzen. Erst im Fall des Irschinger Fundes erfolgte durch Franz Streber eine erste wissenschaftliche Untersuchung.
Nach Irsching kam es knapp 120 Jahre lang zu keinen weiteren Großfunden. Systematische Ausgrabungen Mitte der 1950er-Jahre im Oppidum von Manching erbrachten nur vergleichsweise wenige keltische Goldmünzen. Erst 1976 wurden in Neuses an der Regnitz über 400 Silbermünzen entdeckt, darunter vier Regenbogenschüsselchen. 1986 folgte der Münzfund von Großbissendorf bei Hohenfels von knapp 400 Münzen, und 1987 derjenige von Wallersdorf bei Dingolfing mit ähnlichem Umfang. 1990 wurde neben dem Sontheimer Münzfund auch noch ein kleineres Depot von 25 Münzen im Ammerseegebiet entdeckt. Wegen des Verlustes der meisten der früheren Fundstücke stellen diese moderneren Komplexe die Grundlage für die Erforschung des keltischen Münzwesens dar.
Der Sontheimer Münzfund hat hierbei Bedeutung in zweierlei Hinsicht: Einerseits enthält er, ähnlich wie derjenige von Großbissendorf, besonders viele Stetare der Motivtypen „Stern“ und „Blattkranz“, so dass sich daraus Rückschlüsse über den Herstellungsprozess und insbesondere die Prägestempel ziehen lassen. Andererseits enthält der Sontheimer Fund jeweils mehrere Exemplare seltener Motivtypen, während diese in anderen Depots entweder gar nicht oder nur als Einzelstücke auftraten.